# Хасэбэ, Макото
Мако́то Хасэ́бэ (яп. 長谷部 誠 Хасэбэ Макото, ромадзи Makoto Hasebe; 18 января 1984, Фудзиэда) — японский футболист, защитник и полузащитник. Выступал в сборной Японии. Победитель Кубка Азии 2011 года.

## Карьера
После окончания школы в Фудзиэде и нескольких лет в местной молодёжной команде в 2002 году он перешёл в клуб «Урава Ред Даймондс». С 2003 года начал регулярно попадать в основной состав.
В 2004 году вошёл в список лучших игроков японской Джей-лиги. Также он был выбран лучшим игроком «Урава Ред Даймондс» по итогам сезона. В 2006 году дебютировал в национальной сборной Японии в матче против США.
В 2007 году появилась информация о переходе Хасэбэ в итальянскую «Сиену», но она не подтвердилась. В 2008 году он перешёл в «Вольфсбург». Вместе с командой в сезоне 2008/09 стал победителем Бундеслиги.
2 сентября 2013 года Хасэбэ перешёл в «Нюрнберг», подписав 3-летний контракт.
В июне 2014 года Хасэбэ подписал контракт с франкфуртским «Айнтрахтом» до 2016 года.

## Сборная
За сборную Японии дебютировал в 2006 году. В составе сборной сыграл на трёх чемпионатах мира (2010, 2014 и 2018), на всех был капитаном команды. В 2011 году стал победителем Кубка Азии.
Объявил о завершении карьеры в национальной команде на чемпионате мира 2018 года в России, после того, как сборная Японии уступила команде Бельгии в матче 1/8 финала.

## Достижения

### Командные
«Урава Ред Даймондс»
- Чемпион Японии: 2006
- Обладатель Кубка Джей-лиги: 2004
- Обладатель Кубка Императора: 2005, 2006
- Победитель Ли
ги чемпионов АФК: 2007
- Обладатель Суперкубка Японии: 2006

«Вольфсбург»
- Чемпион Германии: 2008/09

«Айнтрахт»
- Обладатель Кубка Германии: 2017/18
- Победитель Лиги Европы УЕФА: 2021/22

Сборная Японии
- Обладатель Кубка Азии: 2011
- Обладатель Кубка Кирин: 2008, 2009, 2011

### Личные
- Лучший азиатский легионер: 2018
- Участник символической «команды сезона» в немецкой Бундеслиге: 2018/19[7]
- Член символической «сборной сезона» Лиги Европы УЕФА: 2018/19[8]